# Сирены (телесериал)
«Сире́ны» (англ. Sirens) — американский комедийный телесериал, основанные на одноимённом британском телесериале. Для американского зрителя шоу было адаптировано актёром Денисом Лири и сценаристом Бобом Фишером. Премьера телесериала состоялась на телеканале USA Network 6 марта 2014 года.
11 июня 2014 года телесериал был продлён на второй сезон из 13 эпизодов.
22 апреля 2015 года телеканал объявил о закрытии сериала из-за низких рейтингов.

## Сюжет
В сериале рассказывается о работе и жизни трёх парамедиков скорой помощи Чикаго, которые попадают в смешные и нелепые ситуации, порой связанные с людьми, которые нуждаются в их помощи.

## В ролях
| Актёр            | Персонаж                     | Эпизоды | Сезоны       | Сезоны    |
| Актёр            | Персонаж                     | Эпизоды | 1            | 2         |
| ---------------- | ---------------------------- | ------- | ------------ | --------- |
| Майкл Мосли      | Джонни Фаррелл               | 23      | Регулярно    | Регулярно |
| Кевин Дэниелс    | Генри Исайя «Хэнк» Сент-Клэр | 23      | Регулярно    | Регулярно |
| Кевин Бингли     | Брайан Чик                   | 23      | Регулярно    | Регулярно |
| Джессика Макнэми | Тереза Келли                 | 23      | Регулярно    | Регулярно |
| Билл Нанн        | "Кэш"                        | 22      | Периодически | Регулярно |
| Джош Сегарра     | Билли Сепеда                 | 18      | Периодически | Регулярно |

## Отзывы критиков
Телесериал «Сирены» набрал 61 балл из ста на Metacritic на основе 19-ти „в целом благоприятных“ отзывов. На другом сайте-агрегаторе Rotten Tomatoes он держит 73% „свежести“ со средним рейтингом 6,3 из десяти на основе 22-х отзывов.

## Эпизоды
| Сезоны | Сезоны | Эпизоды | Оригинальная дата показа | Оригинальная дата показа |
| Сезоны | Сезоны | Эпизоды | Премьера сезона          | Финал сезона             |
| ------ | ------ | ------- | ------------------------ | ------------------------ |
|        | 1      | 10      | 6 марта 2014             | 1 мая 2014               |
|        | 2      | 13      | 27 января 2015           | 14 апреля 2015           |

### Сезон 1 (2014)
| № общий | № в сезоне | Название                                                 | Режиссёр         | Автор сценария              | Дата премьеры  | Произв. код | Зрители в США (млн) |
| ------- | ---------- | -------------------------------------------------------- | ---------------- | --------------------------- | -------------- | ----------- | ------------------- |
| 1       | 1          | «Pilot» «Пилот»                                          | Виктор Нелли-мл. | Денис Лири и Боб Фишер      | 6 марта 2014   | BDZ179      | 1,33                |
| 2       | 2          | «A Bitch Named Karma» «Сука по имени карма»              | Майкл Блиден     | Денис Лири и Боб Фишер      | 6 марта 2014   | BDZ101      | 1,00                |
| 3       | 3          | «Rachel McAdams Topless» «Рэйчел Макадамс топлес»        | Джон Фортенберри | Джим Серпико и Том Селлитти | 13 марта 2014  | BDZ104      | 1,08                |
| 4       | 4          | «Famous Last Words» «Знаменитые последние слова»         | Майкл Блиден     | Денис Лири и Боб Фишер      | 20 марта 2014  | BDZ102      | 1,11                |
| 5       | 5          | «Alcohol Related Injury» «Травма, связанная с алкоголем» | Джон Фортенберри | Денис Лири и Боб Фишер      | 27 марта 2014  | BDZ103      | 1,22                |
| 6       | 6          | «The Finger» «Палец»                                     | Джейсон Энслер   | Спенсер Слоан               | 3 апреля 2014  | BDZ105      | 1,14                |
| 7       | 7          | «Till Jeff Do Us Part» «Пока Джефф нас не разлучит»      | Джейсон Энслер   | Эрик Дурбин                 | 10 апреля 2014 | BDZ106      | 0,87                |
| 8       | 8          | «Itsy Bitsy Spider» «Паучок»                             | Стивен Цутида    | Кен Роджерсон               | 17 апреля 2014 | BDZ108      | 1,27                |
| 9       | 9          | «There's No 'I' in Cream» «Никакого „я“ в мороженом»     | Стивен Цутида    | Джош Лиеб                   | 24 апреля 2014 | BDZ107      | 1,09                |
| 10      | 10         | «Shotgun Wedding» «Выстрелы на свадьбе»                  | Ричи Кин         | Эрик Дурбин                 | 1 мая 2014     | BDZ109      | 1,15                |

### Сезон 2 (2015)
| № общий | № в сезоне | Название                                               | Режиссёр     | Автор сценария         | Дата премьеры   | Произв. код | Зрители в США (млн) |
| ------- | ---------- | ------------------------------------------------------ | ------------ | ---------------------- | --------------- | ----------- | ------------------- |
| 11      | 1          | «Superdick» «Супер-перчик»                             | Джей Карас   | Эрик Дурбин            | 27 января 2015  | BDZ204      | 0,930               |
| 12      | 2          | «Johnny Nightingale» «Джонни-соловей»                  | Майкл Блиден | Эрик Дурбин            | 27 января 2015  | BDZ202      | 0,800               |
| 13      | 3          | «Briandipity» «Брайанчувствие»                         | Майкл Блиден | Спенсер Слоан          | 3 февраля 2015  | BDZ201      | 0,750               |
| 14      | 4          | «Transcendual» «Трансцендентично»                      | Ричи Кин     | Эннабель Оукс          | 3 февраля 2015  | BDZ209      | 0,750               |
| 15      | 5          | «All the Single Ladies» «Все одинокие дамочки»         | Ричи Кин     | Эннабель Оукс          | 10 февраля 2015 | BDZ205      | 0,840               |
| 16      | 6          | «Screw the One Percent» «Долбанный один процент»       | Ричи Кин     | Марк Блека             | 24 февраля 2015 | BDZ206      | 0,780               |
| 17      | 7          | «Let Pythons Be Pythons» «Пусть питоны будут питонами» | Джон Энбом   | Сара Уолкер            | 3 марта 2015    | BDZ207      | 0,760               |
| 18      | 8          | «Hypocritical Oath» «Лицемерная клятва»                | Джей Карас   | Сара Уолкер            | 10 марта 2015   | BDZ203      | 0,580               |
| 19      | 9          | «Charbroiled» «Поджаренный на углях»                   | Джон Энбом   | Кен Роджерсон          | 17 марта 2015   | BDZ208      | 0,776               |
| 20      | 10         | «Balls» «Яички»                                        | Боб Фишер    | Спенсер Слоан          | 24 марта 2015   | BDZ213      | 0,742               |
| 21      | 11         | «Six Feet Over/Under» «Шесть футов через/вниз»         | Ричи Кин     | Денис Лири и Боб Фишер | 31 марта 2015   | BDZ210      | 0,593               |
| 22      | 12         | «No Love» «Нет любви»                                  | Стив Пинк    | Эрик Дурбин            | 7 апреля 2015   | BDZ212      | 0,756               |
| 23      | 13         | «Sub-Primal Fears» «Суб-первобытные страхи»            | Стив Пинк    | Аннабель Оукс          | 14 апреля 2015  | BDZ211      | 0,719               |